# Reproduktor

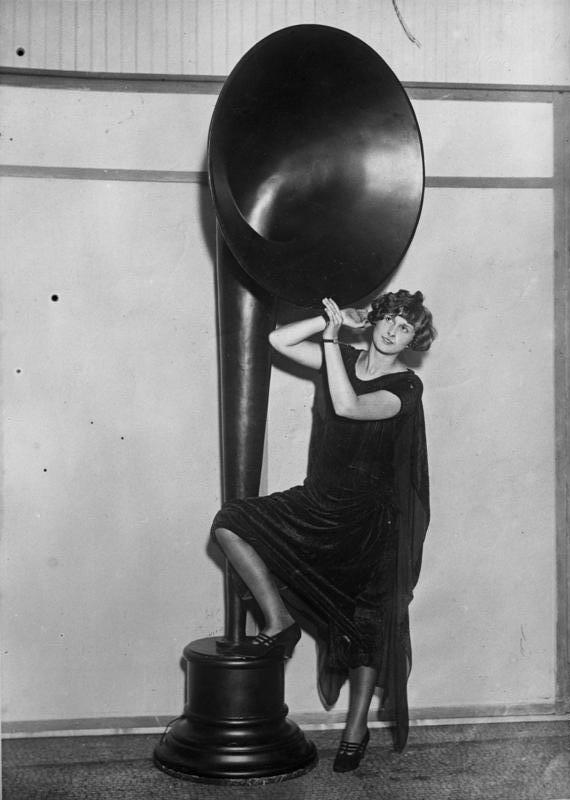
Reproduktor z roku 1929

Reproduktory jsou elektro-akustické měniče, tj. zařízení (elektrické stroje), které přeměňují elektrickou energii na mechanickou energii ve formě zvuku. Obvykle se skládají z membrány, z pohonné části, do které je přiváděn vstupní signál a dalších dílů. Zvláštním případem malých reproduktorů jsou sluchátka.

## Dělení reproduktorů dle způsobu vyzařování
- Přímovyzařující – kmitající membrána je bezprostředně navázána na prostředí, do kterého se akustická energie vyzařuje. Obvyklá účinnost nepřevyšuje několik málo procent.
- Nepřímovyzařující (tlakové) – mezi prostředím, do kterého se akustická energie vyzařuje, a mezi membránou, je vložen zvukovod a popřípadě další pomocné akustické obvody. Toto uspořádání obvykle zvyšuje účinnost, umožňuje dosahovat vysokých vyzářených výkonů, tvarovat směrový diagram apod.

## Dělení reproduktorů dle pohonu
- elektrodynamické
- elektromagnetické
- elektrostatické
- piezoelektrické
- plazmové[1]
- pneumatické[2]
- Další

### Elektrodynamické

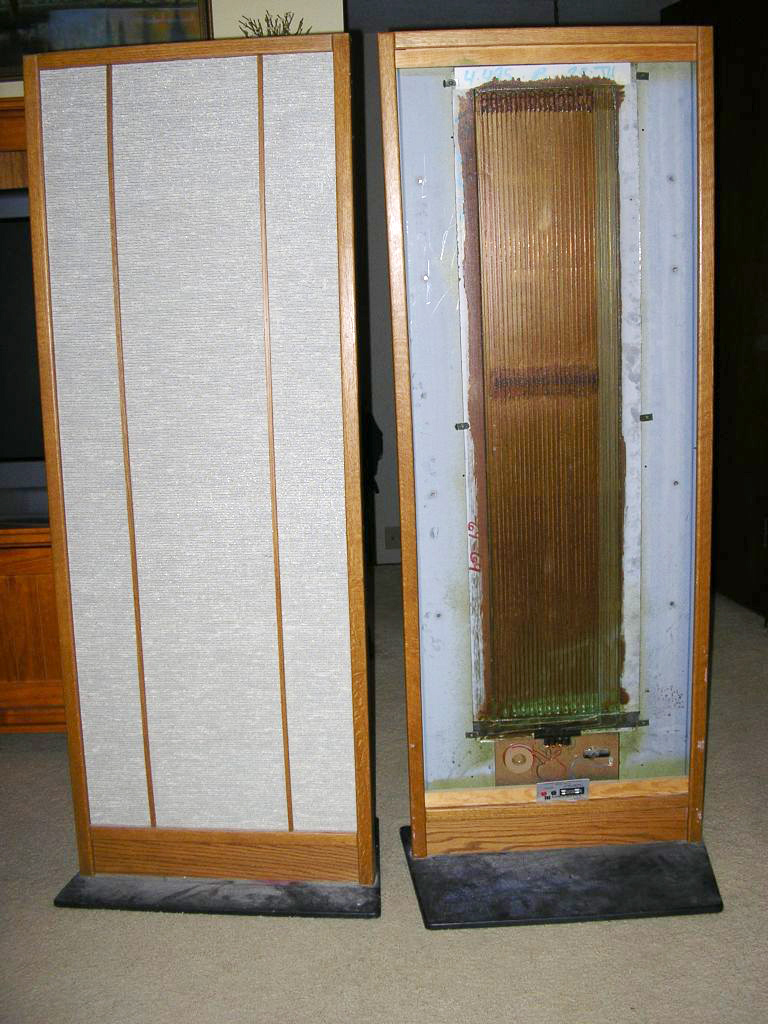
Dvojice plošných reproduktorů Magnepan, vpravo bez přední masky

Tento princip pohonu je nejběžnější. Základem těchto reproduktorů je cívka a permanentní magnet. Cívka se pohybuje ve válcové štěrbině mezi pólovými nástavci magnetického obvodu. Princip činnosti spočívá v působení síly na vodič, kterým protéká elektrický proud v magnetickém poli. Síla se přenáší na membránu a způsobuje její pohyb.
Kromě konvenčních typů existují zvláštní provedení:
- Páskový reproduktor[3] je zvláštní typ elektrodynamického reproduktoru. Bývá používán pro vysoké, někdy pro střední frekvence. Principem je pásek z elektricky vodivého materiálu, nebo membrána páskového tvaru, umístěná v poli silného magnetu. Uspořádání je obdobné jako u páskového mikrofonu.
- Plošné elektrodynamické reproduktory[zdroj?] jsou tvořeny membránou velké plochy, ukotvenou v napínacím rámu. Na membránu bývá po celé ploše upevněn vodič cívky, často tenký hliníkový drát nebo fólie, uspořádaný do meandru. Membrána o velké ploše je umístěna v těsné blízkosti plošného magnetu. Bývají někdy označovány jako „magnetostatické“ pro svoji vzdálenou podobu s elektrostatickými měniči.
- Reproduktor s ohybovou vlnou[zdroj?] používá trochu odlišný princip působení. Na rozdíl od běžných elektrodynamických reproduktorů, kde se předpokládá u ideálního provedení pístový pohyb tuhé membrány, zde naopak se používá membrána pružná. V důsledku toho dochází k tomu, že pro danou frekvenci kmitá pouze určitá část membrány, čím je frekvence vyšší, tím je plocha menší. Nízké frekvence vyzařuje membrána celou plochou, vysoké jenom malé části plochy v blízkosti kmitací cívky.

### Elektromagnetické
Tento princip není dnes příliš používán. Základem je membrána, např. z tenkého železného plechu, kterou přitahuje pevně umístěná cívka s jádrem (elektromagnet), nebo malý magnet, umístěný v poli budící cívky, který pohybuje s membránou. V historii se na tomto principu vyráběly např. sluchátka pro spojaře nebo telefonii a také reproduktory k radiopřijímačům. Výhodou je poměrně jednoduchá konstrukce, nevýhodou většinou značné zkreslení a omezený frekvenční rozsah.

### Elektrostatické
Membrána z tenké fólie s vodivou vrstvou bývá umístěna mezi dvě pevné elektrody, obvykle ve tvaru sítěk. Reproduktor pracuje na principu vzájemného přitahování a odpuzování elektricky nabitých desek. Podle uspořádání a vzdálenosti elektrod vyžaduje značně velké provozní a polarizační napětí (stovky až tisíce voltů). Mohou být vyráběny jako vysokotónové, nebo i širokopásmové, ovšem vyžadují značné rozměry. Na stejném principu se konstruují i vysoce kvalitní sluchátka.

### Piezoelektrické
Využívá se piezoelektrického jevu. Destička z piezomateriálu je mechanicky spojena s vhodnou membránou, nebo přímo tvoří membránu. Použití je spíše pro levné vysokotónové jednotky (malá výchylka membrány), nebo pro tlakové měniče i poměrně velkých výkonů (malé sirény apod.). Jejich zásadní nevýhodou je poměrně nerovnoměrná frekvenční charakteristika a větší zkreslení. Výhodou bývá poměrně vysoká účinnost, jednoduchá konstrukce a nízká cena.

### Plazmové reproduktory
Tyto reproduktory nemají membránu. Využívá se změn tlaku vzduchu, vyvolaných korónou nebo obloukovým výbojem. Na tomto principu se dají realizovat převážně vysokotónové měniče, výhodou je kmitočtový rozsah, neomezovaný hmotností membrány. Přestože je princip znám dlouho a experimenty se prováděly již kolem roku 1900, je použití reproduktorů na tomto principu velmi okrajové. Ve starší literatuře se pro tyto měniče používá označení ionofon.

### Pneumatické
V praxi se tohoto principu běžně nepoužívá. Tradují se informace o sporadickém použití pro vytváření extrémně vysokých zvukových hladin, např. pro simulaci hluku při testech dílů pro letectví a kosmonautiku. Principem je modulace unikajícího stlačeného vzduchu z kompresoru pomocí ventilu, ovládaného budícím signálem. Na stejném principu, s ventilem ovládaným nikoliv elektricky, ale mechanicky – přenoskou – byly počátkem 20. století vyráběny i gramofony.

### Další principy
Zajímavý princip reproduktoru představuje tzv. rotary woofer[zdroj?] (nezaměňovat s rotujícími reproduktory – Leslie efekt). V otvoru ozvučnice se otáčí lopatky ventilátoru, u kterého se náklon lopatek mění budícím signálem. Princip připomíná fenestron. Použití je zvláště pro velmi nízké frekvence a generování infrazvuku.
Jeden z méně obvyklých principů se v praxi častěji používá, a to pohon membrány pomocí servomotoru. Membrány – obvykle více membrán, např. 2 nebo 4 – jsou táhly napojeny na obvod kotouče, který je pootáčen pomocí servomotoru. Membrány tak konají pístový pohyb, vynucovaný natáčením serva. Použití je pouze pro nízké kmitočty a poměrně velké výkony.
Existují další fyzikálně možné principy, ale jejich použití je spíše v rovině pokusů. Mezi ně
patří např. využití magnetostrikčního jevu, který se používá u měničů pro ultrazvuk, nebo využití Johnsen-Rahbeckova jevu (změna součinitele tření mezi vodičem a polovodičem vlivem změny elektrického potenciálu).

## Dělení reproduktorů dle účelu
Podle účelu použití většina výrobců odlišuje několik různých skupin. Nejčastěji to bývá:
- pro domácí použití (spotřební elektronika, HiFi soustavy)
- vysoce kvalitní měniče pro studiové monitory, HiEnd audio apod.
- pro profesionální použití (výkonné PA systémy apod.)
- ozvučení automobilů
- pro elektrické hudební nástroje (speciálně vyráběné reproduktory pro aparatury zvláště elektrické kytary, baskytary, klávesových nástrojů apod.)
- reproduktory a reprosoustavy pro přenos mluveného slova (městský rozhlas, sirény apod.), zde se často používají tlakové reproduktory se skládaným (reentrantním) zvukovodem
- speciální (např. ozvučení pod vodní hladinou, pro vědecké pokusy, jednotky s velkým výkonem, vojenské použití aj.)

Dělení není jednotné ani závazné, některé výrobky mají vlastnosti, které jim dovolují použití pro různý účel. Také je do jisté míry na tom kterém výrobci, jak ve svém výrobním programu reproduktory rozdělí.

## Dělení reproduktorů podle frekvenčního rozsahu

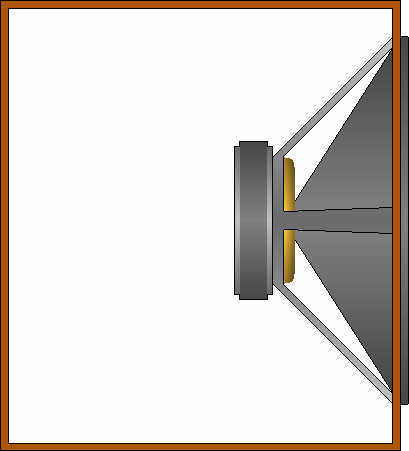
Reproduktor

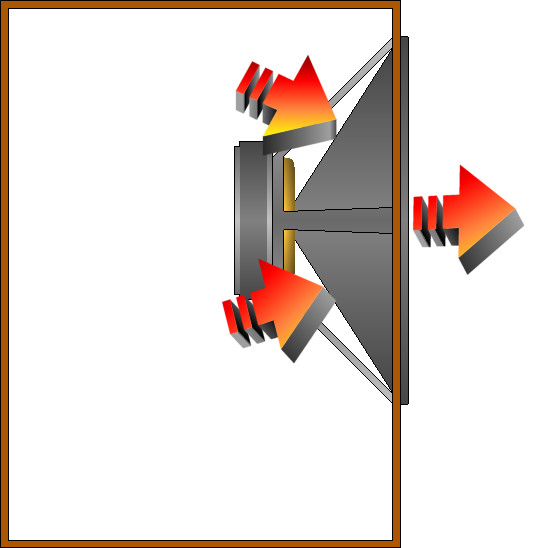
Proudění vzduchu

Z hlediska frekvenčního rozsahu se vyrábějí reproduktory s různými vlastnostmi. Je to dáno jednak jejich účelem jednak fyzikálními vlastnostmi jednotlivých konstrukcí. Některé reproduktory se provozují jen v úzkém frekvenční pásmu, např. o šířce jen jedné oktávy (např. v sirénách), nebo např. pouze v pro přenos řeči v telekomunikační technice (obvykle požadovaný rozsah od několika set Hz po 3–5 kHz), některé jsou určeny pro přenos zvuku v levné spotřební elektronice, domácích Hi-Fi soupravách nebo profesionálních ozvučovacích systémech. Různé nároky na požadované vlastnosti (výkon, rozměry, účinnost, frekvenční charakteristika, zkreslení, cena aj.) daly vzniknout široké škále vyráběných typů.
Pro vysoce kvalitní přenos zvuku se obvykle požaduje co nejširší přenášený frekvenční rozsah, nejlépe v celém slyšitelném pásmu (20 Hz až 20 kHz). Z mnoha důvodů je výroba reproduktoru, který by celé takto široké pásmo přenesl, velmi obtížná. Na takový reproduktor jsou kladeny zcela protichůdné požadavky. Např. pro přenos nízkých frekvencí je vhodné, aby reproduktor měl tuhou membránu velkých rozměrů, což znamená i dosti značnou hmotnost kmitajících částí, naopak pro přenos vysokých frekvencí je nutné mít membránu velmi lehkou. Proto je výhodné přenášet celý požadovaný frekvenční rozsah pomocí více různých měničů, které jsou optimálně přizpůsobeny pro dílčí, poměrně úzká frekvenční pásma. Z těchto reproduktorů se sestavují reprosoustavy, které kromě reproduktorů obsahují často pomocné akustické obvody, a většinou další elektronické části (přívodní konektory, výhybky, popřípadě zesilovače aj.).

### Širokopásmové
- Patří mezi ně např. univerzální reproduktory určené obvykle pro nenáročné použití např. v dopravních prostředcích, televizorech a levné spotřební elektronice
- Jejich maximální frekvenční rozsah je od 45 do 15 000 Hz, běžně se ale setkáme s širokopásmovými reproduktory s frekvenčním rozsahem 55–13 500 Hz, je ale možné vyrobit speciální reproduktory, které dokážou pokrýt celé akustické pásmo 20 Hz až 20 tisíc Hz.
- Poměrně výjimečně se vyskytují širokopásmové reproduktory pro vysoké nároky na přenos zvuku, jejich nevýhodou bývá omezená zatížitelnost[zdroj?]

#### Koaxiální reproduktory
- Za širokopásmové se často v praxi označují i reproduktory, složené ze dvou či více měničů. Častá je montáž malého vysokotónového reproduktoru na zvláštní držák, který je součástí koše, před membránu hlubokotónového reproduktoru, obvykle v ose. Toto bývá časté u reproduktorů pro ozvučení automobilů. Pro profesionální a studiové použití se vyrábějí reproduktory, kde je tlaková vysokotónová jednotka umístěna za magnetickým obvodem hlubokotónového reproduktoru a otvor v pólovém nástavci je součást zvukovodu, nebo může být umístěna v prostoru mezi středovým pólovým nástavcem a kupolkou membrány. Výhybka může být umístěna samostatně (reproduktor tak má vyvedeny samostatně svorky obou měničů), nebo může být výhybka součástí koaxiálního reproduktoru.

### Hlubokotónové (basové) reproduktory
- Rozsah:

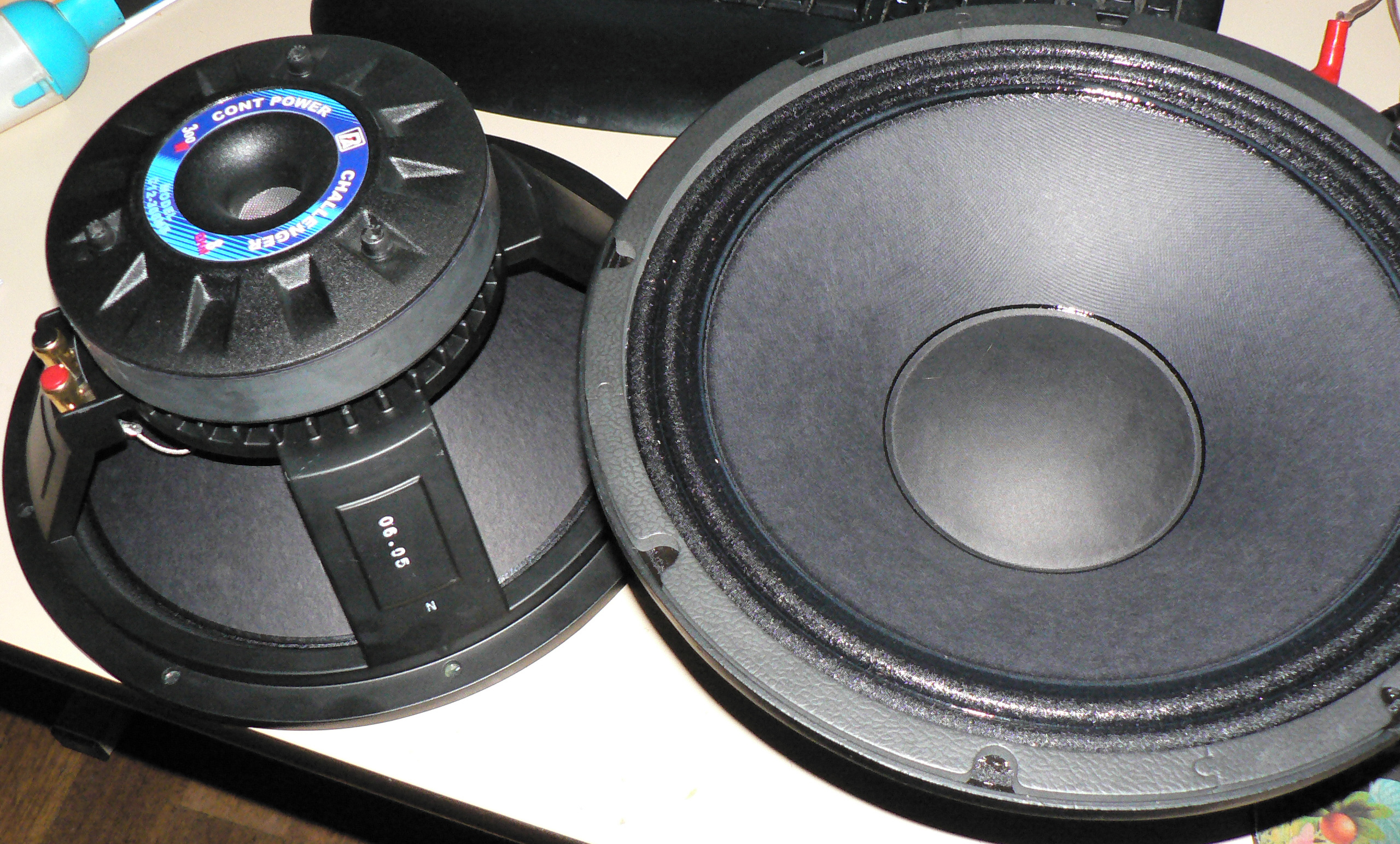
Basové reproduktory (P-Audio) s litým košem

  - 20–1500 Hz (nízkorezonanční o velkém průměru)
  - 35–5000 Hz (běžný basový nebo tzv. středobasový)
- Konstrukce:
  - Základní předpoklad je velký zdvih membrány a malá tuhost zavěšení a nízká vlastní rezonance reproduktoru. Výchylky membrány dosahují až 5 mm. Horní zavěs membrány bývá zhotoven z gumy, pěnové gumy, polyuretanu, někdy z impregnovaného textilu. Membrány jsou většinou papírové, méně často z plastu, někdy kovové nebo sendvičové. Koše reproduktorů se vyrábějí z plechu, nebo z hliníkových slitin, výjimečně z plastu (pouze u malých rozměrů).
  - Průměry reproduktorů bývají 150–600 mm kruhového tvaru, udávají se obvykle v palcích
  - Výkon na nižších frekvencích je úměrný druhé mocnině součinu efektivní plochy membrány a výchylky.
  - U některých reproduktorů mívá střední pólový nástavec otvor, aby vzduch mohl proudit kolem kmitací cívky.

### Středopásmové (středotónové) reproduktory
- Rozsah 80–12 000 Hz
- Konstrukce:
  - Materiál membrán bývá papírovina, kevlar, polypropylen, sendvič, výjimečně i jiné materiály. U kvalitních středotónových reproduktorů je kladen důraz hlavně na nízké zkreslení, protože je lidský sluch v této oblasti nejcitlivější.[zdroj⁠?!] Kromě klasických kónusových membrán se vyrábějí kalotové (membrána ve tvaru vrchlíku).
  - Průměry membrán reproduktorů bývají v zhruba v rozmezí 50–180 mm pro použití v HiFi soustavách, pro profesionální účely i větší.
  - Pokud jsou montovány ve společné ozvučnici s hlubokotónovým reproduktorem, mívají uzavřený koš nebo se montují do uzavřeného krytu, aby je hlubokotónový reproduktor neovlivňoval.

### Vysokotónové (výškové) reproduktory

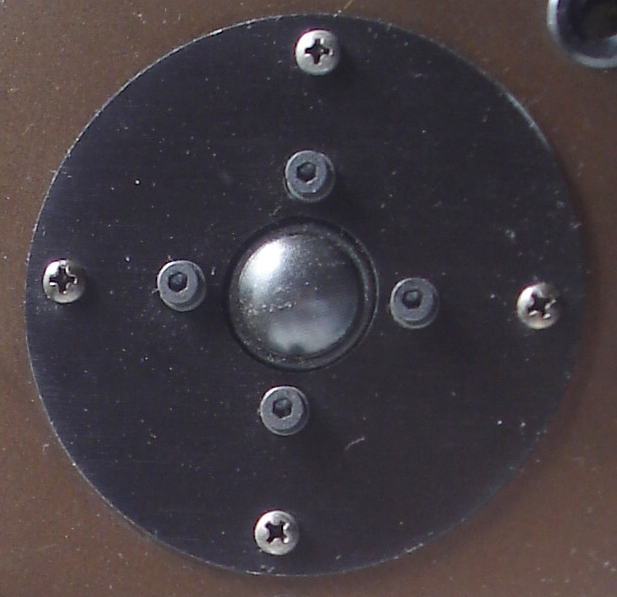
Kalotový reproduktor

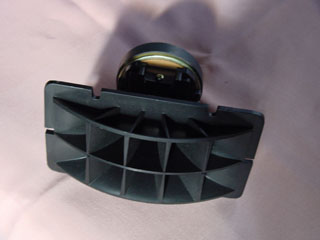
Tlakový vysokotónový reproduktor se sektorově děleným zvukovodem

- Rozsah obvykle od 2000 do 20 000 Hz, někdy i více
- Konstrukce:
  - Membrána nemá zpravidla z důvodu požadavku co nejširšího vyzařování tvar kužele, ale kulového vrchlíku – kaloty. Průměr membrány je většinou do 30 mm.
  - Materiály membrán jsou plasty, textilní úplety (hedvábné), sendvičové konstrukce (na textilní základ se napařuje vrstva kovu), kovové (titan, dural), keramika, aerogel a podobné materiály.
  - Některé vysokotónové reproduktory mají kmitací cívku chlazenou ferrofluidem, který zároveň tlumí rezonance systému
  - Vyrábějí se i páskové reproduktory, kde není zvuková vlna vyzařována pomocí kaloty, ale kmitajícího pásku.
  - Pro nenáročné použití v levné spotřební elektronice, zvláště přenosných radiomagnetofonech, a v levných ozvučovacích systémech se používají piezoelektrické vysokotónové jednotky
  - Pro profesionální použití (PA systémy apod.) se vysokotónové reproduktory vyrábějí nejčastěji jako tlakové, s vysokou účinností.
    - Tlakové reproduktory mohou mít různé provedení zvukovodu, jak rotačně symetrické, tak čtvercového nebo obdélníkového tvaru. Zvukovod se mimo jiné podílí na tvarování směrového diagramu reproduktoru. Některé reproduktory mají úmyslně jiný vyzařovací úhel ve vertikální a horizontální rovině, např. 90 × 60 stupňů.
    - Zvukovod může být pevnou součástí reproduktoru. Některé reproduktory jsou vyráběny jako samostatné jednotky bez zvukovodu (tzv. drivery) a zvukovody (různého tvaru) se dodávají samostatně. V takovém případě je možné vhodnou kombinací driveru a zvukovodu dosáhnout požadovaných vlastností.

## Části elektrodynamického reproduktoru

### Koš reproduktoru
Koš reproduktoru je základní nosnou konstrukcí reproduktoru. Slouží pro připevnění reproduktoru do skříňky a zároveň nese elektromagnetický obvod, závěsy membrány a připojovací terminál.
U výškových reproduktorů bývá bez otvorů, u hlubokotónových musí být opatřen co největšími otvory aby uzavřený vzduch pod membránou negativně nezvyšoval tuhost zavěšení membrány a nezhoršoval tak akustické vlastnosti zařízení. Ohraničení otvorů mívá aerodynamický tvar pro co nejlepší proudění vzduchu.
Konstrukce koše musí být co nejpevnější a zároveň musí mít antirezonanční vlastnosti. U levných reproduktorů se používají koše vylisované z plechu, také se používá polyamid či jiný plast, zejména u reproduktorů pro použití ve vlhku. Dražší reproduktory mívají koš ze silnostěnného odlitku slitin hliníku.
Koš mívá po obvodu otvory pro upevňovací šrouby, kterými je reproduktor uchycen k ozvučnici. U miniaturních reproduktorů tyto otvory často chybí, reproduktory se upevňují pomocí různých úchytů, rámečků nebo i lepením.
U vysokotónových reproduktorů a leckterých nepřímovyzařujících jednotek koš jako takový neexistuje. Membránový systém, zvukovod a další části jsou montovány přímo k magnetickému obvodu. K ozvučnici se reproduktor často uchycuje pomocí zvukovodu.
V současnosti je většina vyráběných reproduktorů s membránou a košem kruhového tvaru. Existují i reproduktory eliptické, kde je koš i membrána eliptického tvaru. Časté to bývalo u širokopásmových reproduktorů, zvláště pro TV přijímače.

### Magnetický obvod
Je to základní součást pohonu elektrodynamického reproduktoru.
Magnetické pole ve válcové vzduchové mezeře mezi pólovými nástavci je vybuzováno permanentním magnetem uloženým nejčastěji ve vnějším plášti magnetického obvodu nebo tvoří podstatnou součást středového sloupku magnetického obvodu. Magnet bývá z jednoho kusu, ale může být složen i z několika shodných, umístěných na sobě, nebo několika různých segmentů, umístěných vedle sebe po obvodu.
Magnety se používají nejčastěji feritové, ze slitiny AlNiCo a v poslední době se prosazují (zejména u drahých reproduktorů pro profesionální použití) neodymové magnety. U reproduktorů vyráběných v 30. až 40. letech 20. století bývalo běžné, že byl použit elektromagnet, který zároveň sloužil jako tlumivka napájecího zdroje. Pólové nástavce bývají někdy vybaveny zkratovacími prstenci.
U některých reproduktorů je vnitřní pólový nástavec plný, u některých má otvor. Tento otvor může být součástí zvukovodu některých výškových systémů, nebo umožňuje proudění vzduchu z prostoru kmitačky (chlazení a zvýšení poddajnosti celého systému).
Pro některé účely, hlavně pro instalaci do klasických televizorů s CRT obrazovkou a pro soustavy, které mají pracovat v blízkosti televizorů a monitorů, se vyrábějí reproduktory, u kterých je magnetický obvod stíněný, nebo omezen tak, aby vnější mag. pole bylo co nejmenší.

### Kmitací cívka

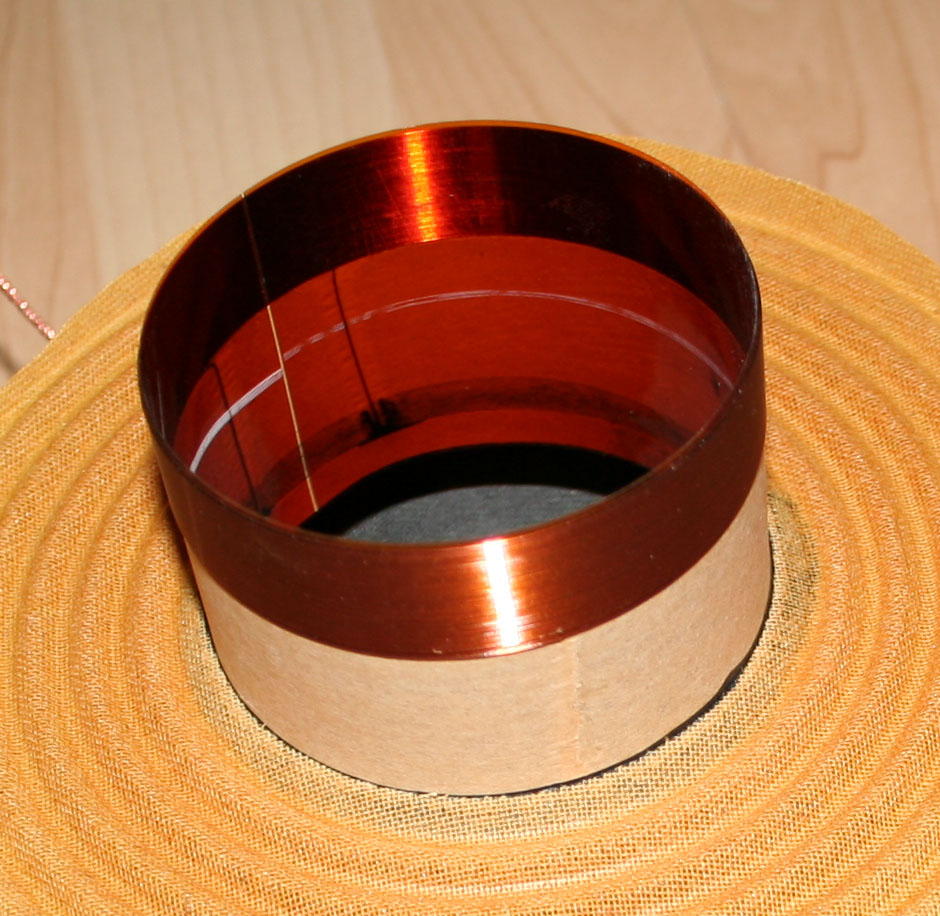
Kmitací cívka a středící vlnovec výkonnějšího reproduktoru

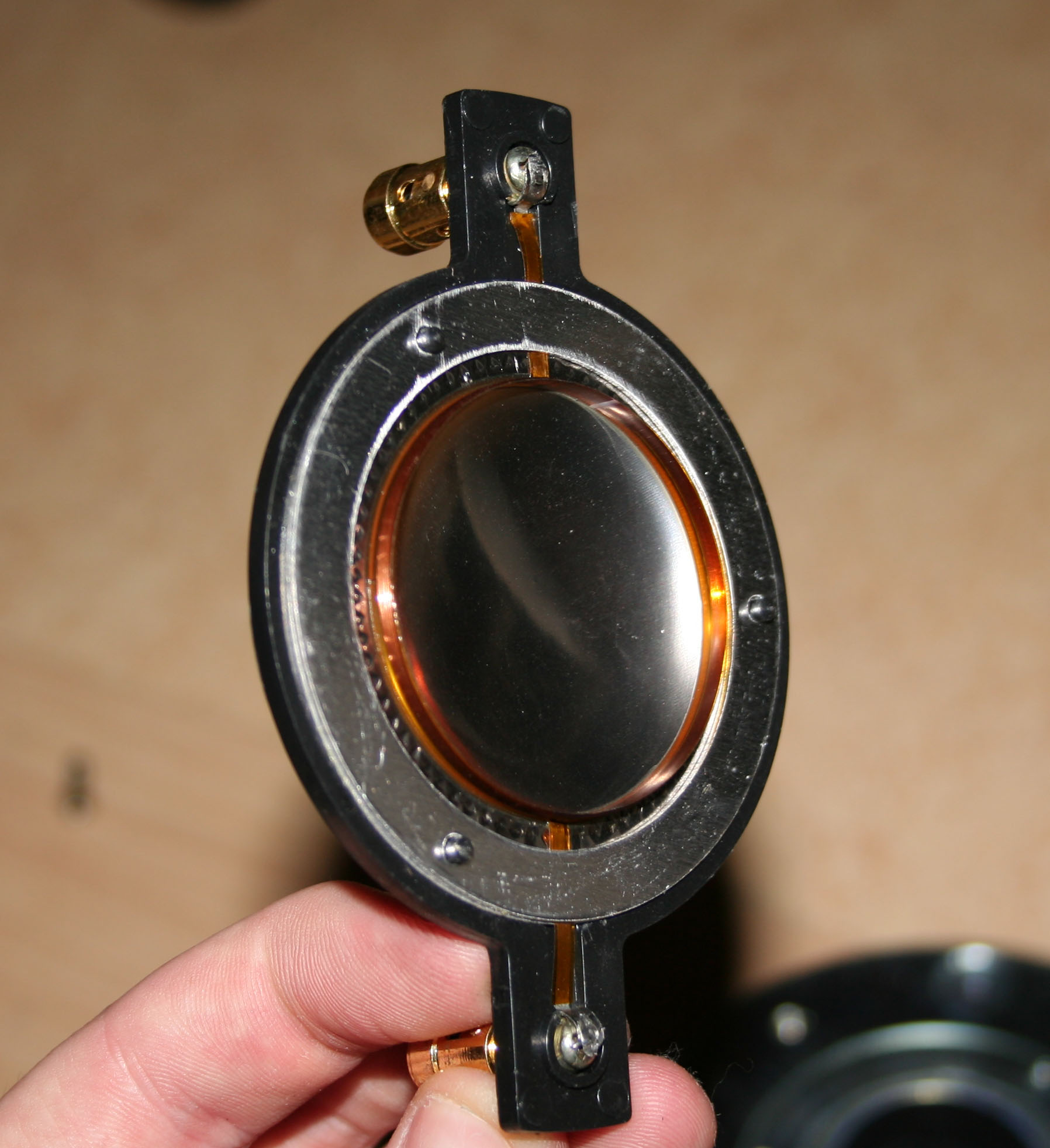
Membránový systém vysokotónového reproduktoru, pohled zespodu na kmitací cívku

Kmitací cívka je další podstatnou částí pohonu elektrodynamického reproduktoru. Nejčastěji to bývá vinutí z izolovaného vodiče (měď, hliník, poměděný hliník), navinuté na tzv. formeru (cívkové těleso), který je spojen s membránou. Former může být vyroben i jako část membrány. Jako vodič může být použito i profilovaného drátu (čtvercový průřez nebo pásek). Vinutí bývá obvykle ve dvou vrstvách, u některých (zejména středových a vysokotónových tlakových reproduktorů) často jen jedna vrstva, výjimečně 4 vrstvy (některé basové reproduktory). Former může být z papíroviny, pro vyšší výkony z hliníku, kaptonu, skelných vláken apod. V některých případech bývá samonosné vinutí, vlastní vinutí je pouze prosyceno vhodným lepidlem. V některých případech mají kmitací cívky 2 samostatná vinutí (tzv. dvoucívkové reproduktory, obvykle pro subwoofery).
Na cívku, zejména u výkonných reproduktorů, jsou kladeny značné nároky. Musí snášet teploty vznikající při vysokém zatížení, být tuhá, nesmí se deformovat, přitom – zejména u reproduktorů pro vysoké frekvence – musí mít co nejmenší hmotnost.

### Membrána
Tvar membrány basových a středových reproduktorů je většinou kuželový, buď v rozvinutelném nebo nerozvinutelném tvaru (tzv. NAWI tvar – zkratka z něm. nicht abwickelbar). U širokopásmových reproduktorů se často používá lehká pomocná membrána menšího průměru, která je upevněna před hlavní membránou, a zlepšuje vyzařování vysokých frekvencí. U některých reproduktorů je v membráně vytvořena jedna nebo více vlnek, které rozdělují membránu na několik koncentrických mezikruží. Nízké frekvence pak vyzařuje celá plocha membrány, nejvyšší jen vnitřní mezikruží.
U výškových se často používá tvar vrchlíku (kalota), nebo mezikruží (zejména u tlakových).
Materiály membrán
- Papír: Nejrozšířenější, vyrábí se nanášením papírové suspenze na speciální síta nástřikem. Je levný, u většiny basových reproduktorů. Z důvodu zvýšení tuhosti, odolnosti vůči vlhku a k utlumení nežádoucích vlastních kmitů, se na papírovou membránu většinou nanáší speciální lak.
- Polypropylen: Levná výroba a dostatečná tuhost membrány bez nutnosti dalších úprav. Výhodou také může být odolnost proti vlhkosti.
- tkaniny prosycené fenolickými pryskyřicemi – časté u levných tlakových reproduktorů
- Kevlar nebo uhlíková vlákna spojená speciální pryskyřicí – velmi kvalitní, ale velmi drahé (výrobcem je např. firma B&W). Místo kevlarových vláken se také často používají lacinější vlákna skelná.
- Kovové membrány: Většinou hliníkové nebo titanové. Výhodou je nízká hmotnost a vysoká tuhost membrány. Nevýhodou je obvykle vyšší cena a hlavně vlastní rezonance na vyšších frekvencích.
- Sendvičové membrány: Skládají se z více vrstev (např. papír + kov)
- okrajově, zvláště pro drahé HiFi reproduktory, se používají další materiály – např. kaloty pro zpevnění potažené oxidem hlinitým, sloučeninami titanu, membrány z aerogelu a další.

### Zavěšení membrány

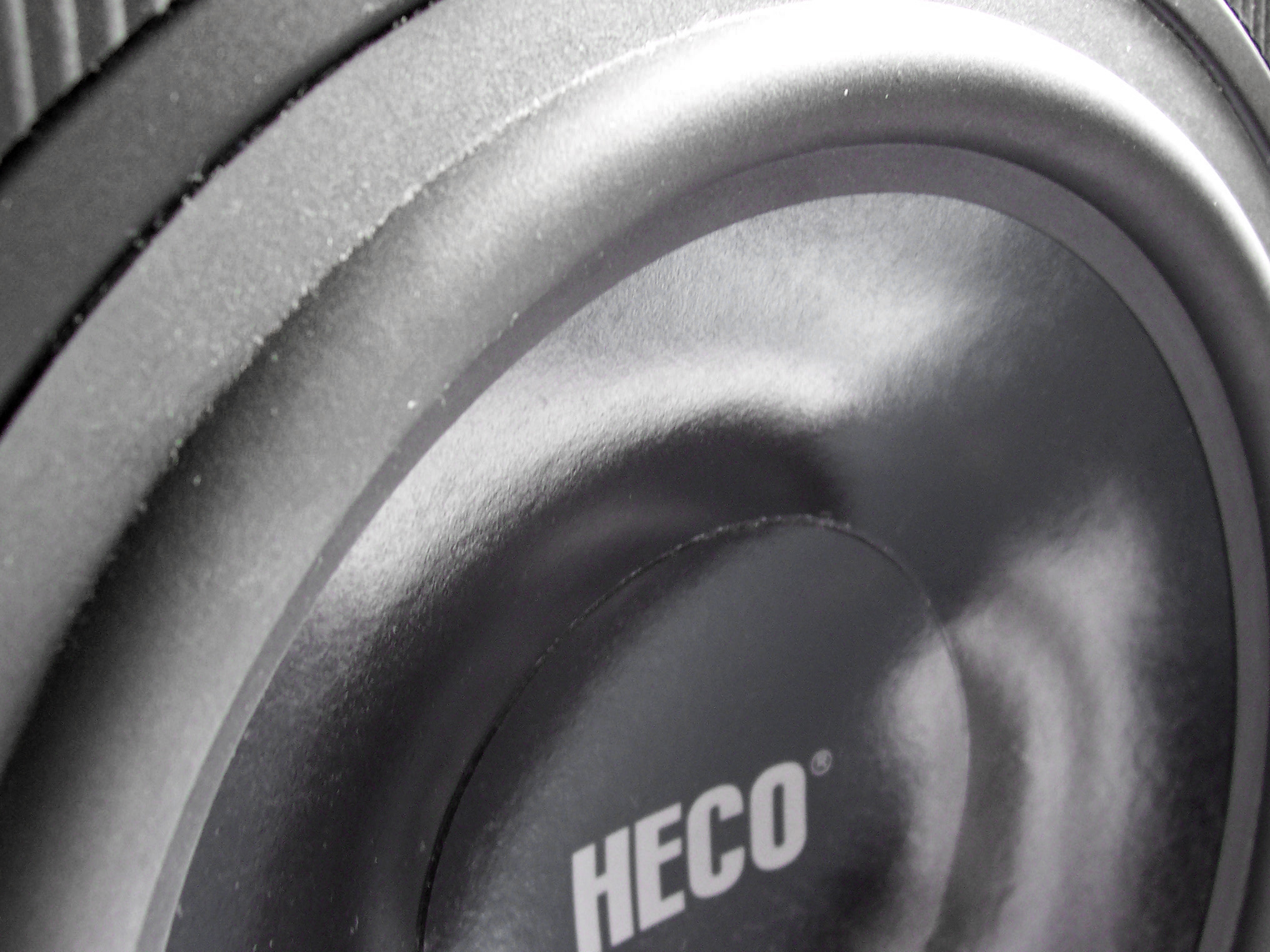
Detail závěsu membrány basového reproduktoru

Membrána je obvykle připevněna tak, aby se mohla pístově pohybovat. U většiny reproduktorů s kónickou membránou bývá membrána zavěšena na celém vnějším obvodu závěsem ke koši a středícími prvky k vnitřní části koše nebo k magnetu. Závěs může být ze stejného materiálu jako membrána, vytvořený např. jednou nebo několika vlnkami, které se deformují a umožňují pístový pohyb. Papírový závěs obvykle neumožňuje velký pohyb membrány, proto se používá převážně u středotónových reproduktorů. U basových reproduktorů bývá závěs často z impregnovaného textilu, gumy, pěnové pryže, molitanu[zdroj?] a podobných poddajných materiálů.
Aby se mohla kmitací cívka pohybovat poměrně přesně v úzké mezeře magnetického obvodu, musí být zejména u reproduktorů větších rozměrů membrána zavěšena i kolem svého středu. Používá se na to středící prvek, montovaný ke koši nebo magnetickému obvodu. Tento díl je obvykle z impregnovaného textilu, mívá soustředně vylisované vlnky (vlnovec). Brání zároveň vnikání nečistot do mezery mag. obvodu. Svou poddajností se podílí na vlastnostech reproduktoru. U rozměrově malých reproduktorů, sluchátek a měničů s kalotovou membránou tento prvek nebývá.

### Vývody a připojovací svorky
Pro připojení ke zdroji signálu jsou reproduktory vybaveny různými svorkami. U levných a miniaturních reproduktorů to bývají jednoduchá pájecí oka. Často se používají fastony (někdy i různého rozměru pro nezáměnnost připojení – polarita), u dražších i tlačné nebo šroubovací svorky. Kladná svorka bývá označena obvykle červenou barvou nebo znaménkem +. Smluvně platí, že při přivedení napětí souhlasné polarity se membrána pohybuje dopředu.
Vývody od kmitací cívky ke svorkám mohou být jak vodičem, kterým bývá vinuta vlastní cívka (u některých vysokotónových měničů a levných miniaturních reproduktorů), většinou je však vývod z mechanických důvodů zesílen. U dražších vysokotónových měničů se často používají páskové vývody, napojené v těsné blízkosti kmitací cívky, nebo přímo na vlastním formeru. Často se používají laněné vývody. U reproduktorů s větší výchylkou jsou to měkká ohebná lanka mezi připojovacími svorkami a membránou. Někdy jsou letmo ukotvena ke středicímu vlnovci. Lanka musí být dostatečně dlouhá, aby membráně umožnila plnou výchylku a současně aby nedocházelo k jejich mechanickému namáhání, případně pazvukům.

## Kvalita reproduktorů a jejich použití
Kvalitu a použití reproduktoru určují následující vlastnosti:
- Jmenovitá impedance – je zpravidla o cca 10–20 % větší než stejnosměrný odpor kmitací cívky, běžná hodnota je několik jednotek až několik desítek ohmů. Impedance se vždy mění s frekvencí, jmenovitá impedance je přibližně nejnižší impedance v pracovním pásmu (t.j. nad rezonančním frekvencí).[6][7] Běžné hodnoty jmenovité impedance se pohybují v hodnotách 4,6, 8 Ohmů, reproduktory do kytarových reproboxů a vysoce výkonné výškové systémy mívají často 16 Ohmů. Naopak reproduktory pro ozvučování automobilů se často zhotovují s malou jmenovitou impedancí, 3.2 či 2 Ohmy, občas i méně.
- Frekvenční rozsah – je dán frekvenční charakteristikou, která definuje závislost (akustického tlaku) na frekvenci zvuku. Může být uváděn ve zjednodušené formě číselně (od–do), pro definovaný pokles citlivosti při krajních frekvencích (např. -3 nebo -10 dB)
- Příkon – určuje, jak velký elektrický příkon je reproduktor schopen zpracovat při jeho přeměně v akustický výkon, obvykle se pohybuje v jednotkách až stovkách wattů, vyšší je u basových a středobasových reproduktorů, nižší pak u reproduktorů středotónových a vysokotónových. Vzhledem k poměrně nízké účinnosti zařízení je vyzářený akustický výkon obvykle poměrně malý i při vysokém příkonu.
- Charakteristická citlivost – určuje vyzářený akustický výkon (hladinu akustického tlaku) při daném příkonu – obvykle při příkonu 1 Wattu měřené ve vzdálenosti 1 metru v ose reproduktoru. Charakteristické citlivosti 102 dB na 1 W (1 m) odpovídá účinnost cca 10 %.
- Směrová charakteristika – používá se „vyzařovací diagram“, který určuje závislost akustického výkonu na směru vyzařování. Směrová charakteristika je proměřována pro horizontální i vertikální poslechovou rovinu.
- Rezonanční frekvence – pod touto frekvencí obvykle vyzářený výkon reproduktoru strmě klesá. U reproduktorů s malým tlumením se při rezonanci značně zvyšuje výchylka membrány, což většinou znamená vyšší zkreslení a sníženou zatížitelnost kolem rezonanční frekvence. U basových reproduktorů se může rezonanční frekvence pohybovat obvykle v rozmezí 20–70 Hz. Při zabudování basového reproduktoru do uzavřené ozvučnice se rezonanční frekvence zvýší. U středotónových a vysokotónových měničů bývá rezonanční frekvence obvykle mimo pásmo pracovních frekvencí.
- Kvalita materiálu, zkušenosti elektroakustických inženýrů, pečlivost a zručnost výrobců, tradice výroby

### Thiele-Smallovy parametry reproduktoru
Pro popis a simulaci chování elektrodynamických reproduktorů na nízkých frekvencích se používají tzv. Thiele-Smallovy parametry. Jejich omezení spočívá v předpokladu, že se membrána chová jako ideální píst a nedochází k její deformaci a na dalších zjednodušujících předpokladech.
- Sd – efektivní plocha membrány
- Mms – hmotnost membrány, včetně spolukmitajícího sloupce vzduchu
- Cms – poddajnost zavěšení kmitacího systému
- Rms – mechanický odpor kmitacího systému N·s/m
- Le – indukčnost kmitací cívky
- Re – stejnosměrný odpor kmitací cívky
- Bl – součin indukce magnetického pole v mezeře magnetického obvodu a délky vodiče v mag. poli
- Fs – rezonanční frekvence reproduktoru
{\displaystyle F_{\rm {s}}={\frac {1}{2\pi \cdot {\sqrt {C_{\rm {ms}}\cdot M_{\rm {ms}}}}}}}
- Qes – elektrický činitel jakosti (ideálně by měl být okolo 0,45)
{\displaystyle Q_{\rm {es}}={\frac {2\pi \cdot F_{\rm {s}}\cdot M_{\rm {ms}}\cdot R_{\rm {e}}}{(Bl)^{2}}}}
- Qms – mechanický činitel jakosti
{\displaystyle Q_{\rm {ms}}={\frac {2\pi \cdot F_{\rm {s}}\cdot M_{\rm {ms}}}{R_{\rm {ms}}}}}
- Qts – celkový činitel jakosti
{\displaystyle Q_{\rm {ts}}={\frac {Q_{\rm {ms}}\cdot Q_{\rm {es}}}{Q_{\rm {ms}}+Q_{\rm {es}}}}}
- Vas – ekvivalentní objem (t.j. objem uzavřené ozvučnice, při kterém se rezonanční frekvence reproduktoru zvýší na druhá odmocnina ze dvou – násobek)
{\displaystyle V_{\rm {as}}=\rho \cdot c^{2}\cdot S_{\rm {d}}^{2}\cdot C_{\rm {ms}}}

kde ρ je hustota vzduchu (1.184 kg/m3 při 25 °C), a c je rychlost zvuku (346.1 m/s při 25 °C).
- Xmax – maximální lineární výchylka kmitacího systému (uvádí se v jednom směru, někdy také ale jako špička-špička)
- Xmech – maximální výchylka kmitacího systému (při jejím překročení dochází k poškození reproduktoru)
- Pe
- Vd
Vd = Sd·Xmax
- EBP – Efficiency Bandwidth Product – odvozený parametr, kterým se posuzuje vhodnost použití reproduktoru do otevřené ozvučnice
{\displaystyle EBP={\frac {F_{s}}{Q_{es}}}}
- Znom – jmenovitá impedance reproduktoru
- η0 – jmenovitá energetická účinnost (obvykle v procentech)

## Zvláštní druhy reproduktorů
- Zemní reproduktory
- Deskové reproduktory (hrající obrazy a zdi)